# Linnaemya pallidula
Linnaemya pallidula är en tvåvingeart som beskrevs av Zimin 1954. Linnaemya pallidula ingår i släktet Linnaemya och familjen parasitflugor. Inga underarter finns listade i Catalogue of Life.